# Mihail Obogeanu
Mihail Obogeanu (n. 10 octombrie 1863 – d. secolul al XX-lea) a fost unul dintre ofițerii Armatei României, care a exercitat comanda unor  militare, pe timp de război, în perioada Primului Război Mondial și operațiilor militare postbelice. 
A îndeplinit funcții de comandant de regiment și de brigadă în campaniile din anii 1916-1919.

## Cariera militară
După absolvirea școlii militare de ofițeri cu gradul de sublocotenent, Mihail Obogeanu a ocupat diferite poziții în cadrul unităților de infanterie sau în eșaloanele superioare ale armatei, cea mai importantă fiind cea de comandant al Diviziei 1 infanterie.
În perioada Primului Război Mondial a îndeplinit funcțiile de comandant al Regimentului 41 Infanterie
În cadrul acțiunilor militare postbelice, a comandat Divizia 1 Infanterie în timpul operației ofensive la vest de Tisa., ,
A fost decorat cu Ordinul „Mihai Viteazul”, clasa III, pentru modul cum a condus Divizia 1 Infanterie în operațiile militare postbelice.
„Pentru bravura și bravura și priceperea cu care a condus trupele diviziei în luptele cu maghiarii de Szolnok, Feghijverkek și Renderes în iulie 1919. Inamicul atacând cu forțe mult superioare aripa dreaptă a trupelor noastre, în ziua de 25 iulie a intervenit personal în luptă cu rezervele disponibile și trecând prin tirul de baraj al artileriei inamice a restabilit situația, respingând pe inamic cu pierderi.”
Înalt Decret no. 2812 din 17 septembrie 1920:p. 155

## Decorații
- Ordinul „Coroana României”, în grad de ofițer (1912) [1]:p. 438
- Ordinul „Mihai Viteazul”, clasa III, 17 septembrie 1920[9]:p. 155